# Boulant français
Le boulant français est une race ornementale de pigeon domestique originaire de Picardie. Il était d'ailleurs appelé autrefois « boulant d'Amiens ». Cette race est classée dans la catégorie des pigeons boulants.

## Description
C'est un grand pigeon boulant au port altier avec une posture très droite et des jambes très longues. Son corps est long et mince. le boulant français présente un cou très long et large, sphérique. Son bec est légèrement courbé. Sa poitrine se gonfle d'un goitre bien visible. Son bréchet est long et proéminent. les ailes sont longues et étroites, bien croisées sur la queue. Contrairement au boulant anglais, les genoux sont tournés vers l'extérieur.
Son plumage est blanc avec les ailes, la poitrine (dite bavette) et la tête d'une autre couleur. Les coloris sont très variés avec un croissant blanc sur la bavette. Les coloris peuvent être le noir, le bleu, le fauve (jaune), le rouge, argenté barré ou non, fauve cendré barré,. 
Il est inscrit sous le numéro 0307 dans le standard de l'Entente européenne d'aviculture et de cuniculture.

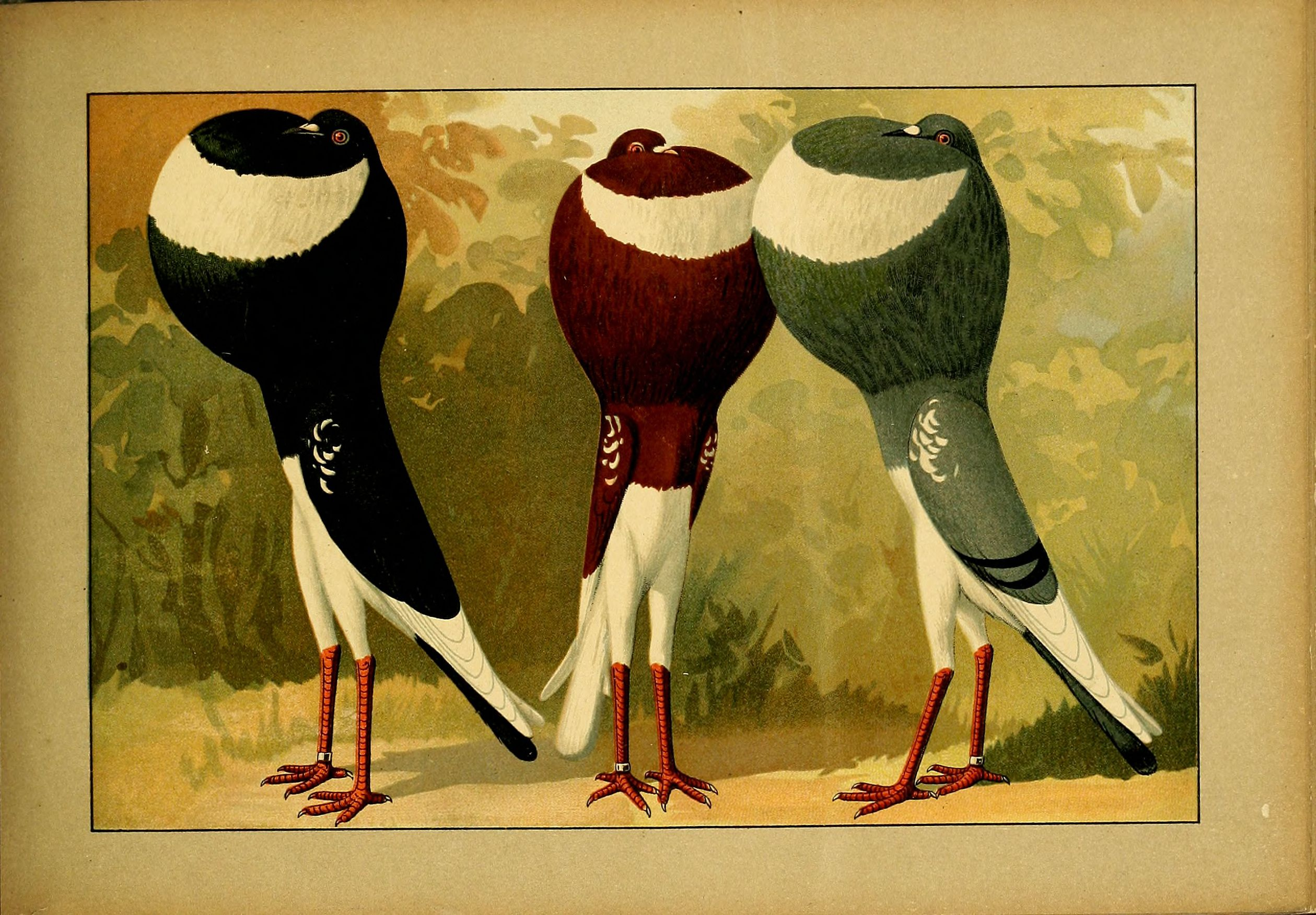
Boulants français, illustration de 1906